# Козак, Владимир Анатольевич
Козак Владимир Анатольевич (узб. Kozak Vladimir Anatolyevich; род. 12 июня 1993 года; Ташкент, Узбекистан) — узбекистанский футболист, защитник самаркандского клуба «Динамо» и национальной сборной Узбекистана.
Владимир Козак начал свою профессиональную карьеру в 2010 году в составе «Пахтакора». На конец 2014 в семидесяти четырёх матчах забил восемь голов.
29 мая 2014 года дебютировал за национальную сборную Узбекистан в товарищеском матче против сборной Омана. До этого он успел играть в молодёжной и юношеской сборной Узбекистана.

## Достижения
- Чемпион Узбекистана (2): 2012, 2014
- Обладатель Кубка Узбекистана: 2011